# Log4j
Apache Log4j is een op Java gebaseerd hulpprogramma voor logging dat oorspronkelijk is geschreven door Ceki Gülcü. Het maakt deel uit van de Apache Logging Services, een project van de Apache Software Foundation. Log4j is een van de verschillende Java-loggingframeworks .
Het Apache Log4j-team heeft Log4j 2 ontwikkeld als reactie op de problemen van Log4j 1.2, 1.3, java.util.logging en Logback, en loste problemen op die in die frameworks opdoken. Bovendien bood Log4j 2 een plug-in-architectuur die het beter uitbreidbaard maakt dan zijn voorganger. Log4j 2 is niet achterwaarts compatibel met 1.x-versies, hoewel er een "adapter" beschikbaar is. Op 5 augustus 2015 kondigde de Apache Logging Services Project Management Committee aan dat Log4j 1 het einde van zijn levensduur had bereikt en dat gebruikers van Log4j 1 werd geadviseerd te upgraden naar Apache Log4j 2. Op 12 januari 2022 werd een gevorkte en hernoemde log4j-versie 1.2 uitgebracht door Ceki Gülcü als Reload4j-versie 1.2.18.0 met als doel de meest urgente problemen in log4j 1.2.17 op te lossen die zich hadden opgehoopt sinds de release in 2013.
Op 9 december 2021 werd een zero-day-kwetsbaarheid met betrekking tot de uitvoering van willekeurige code in Log4j 2 gepubliceerd door het Alibaba Cloud Security Team en kreeg de naam "Log4Shell". Het werd door cybersecuritybedrijf Tenable gekarakteriseerd als "de grootste, meest kritieke kwetsbaarheid van het afgelopen decennium".